# Praça Waldemar Henrique
A Praça Waldemar Henrique é uma praça brasileira localizada em Belém (Pará).
Homenageando o compositor e maestro paraense Waldemar Henrique, caracteriza-se por ser temática: enfoca o universo musical tanto em seu aparato material como em seu aspecto abstrato. Essas relações se concretizam no espaço da praça, por meio do palco inspirado nas linhas de um piano de cauda, dos brinquedos, do movimento ondulado definido pela cobertura do abrigo de apoio ao palco, dos bancos e do largo palco em pedra portuguesa, formando um mosaico de notas musicais contidas em uma frase de uma composição do maestro. Num painel sinuoso, em concreto, está fixada a efígie do maestro, sustentando ainda uma alegoria com os personagens amazônicos cantados em suas obras. A Praça Waldemar Henrique é considerada um espaço de congregação dos paraenses como palco da cultura popular. No período junino, ela proporciona a apresentação de músicas e danças típicas.

## Waldemar Henrique

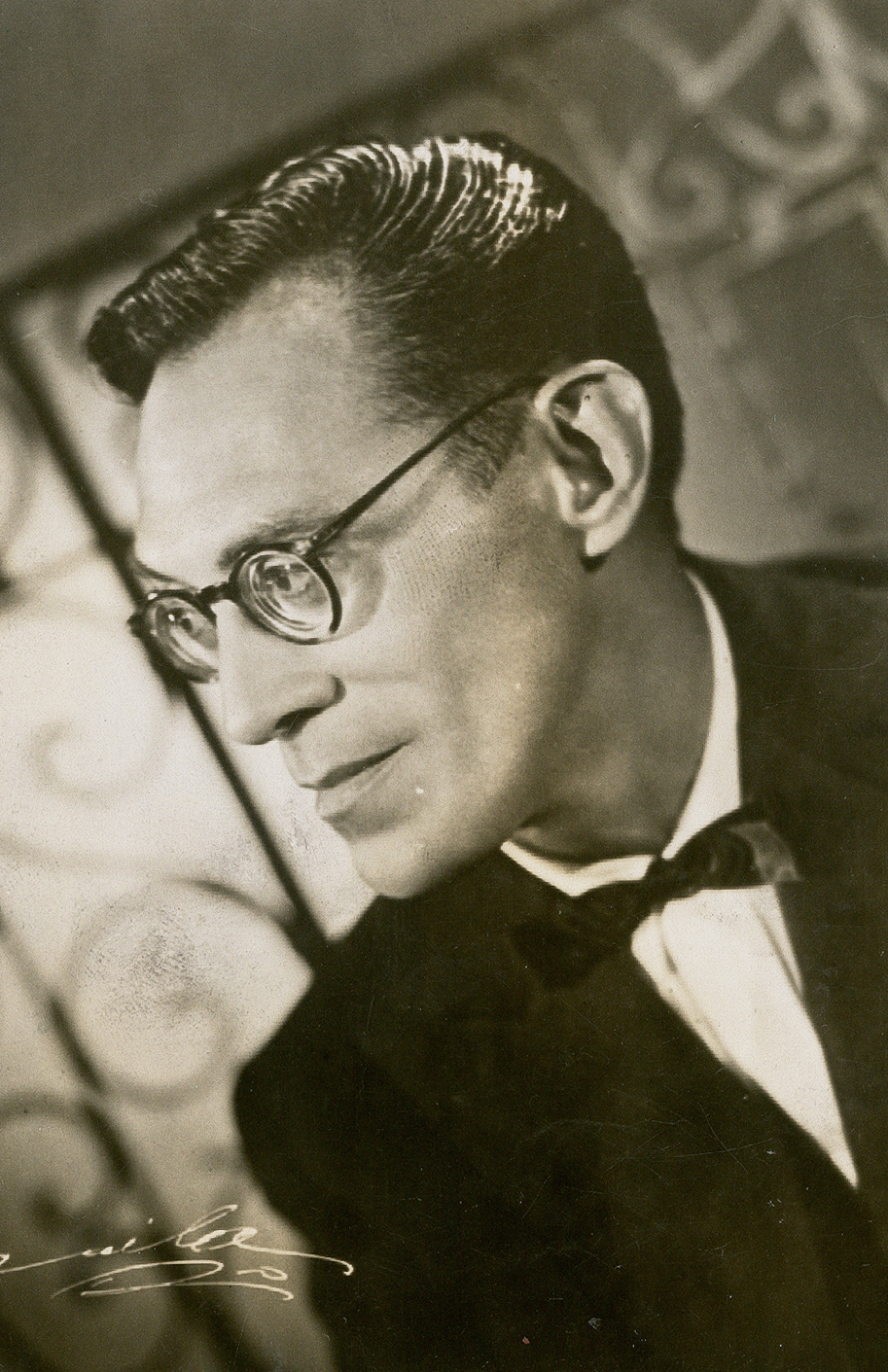
Waldemar Henrique (1949)

Waldemar Henrique nasceu em Belém, no dia 15 de fevereiro de 1905 e faleceu em 27 de março de 1995. Compositor e pianista acompanhador, transferiu-se para o Rio de Janeiro, onde iniciou uma carreira de sucesso ao lado de sua irmã, Mara, preparada especialmente para interpretar suas canções.